# اجماع علمی
اجماع علمی یا باور کنونی (انگلیسی: Scientific consensus) یک قضاوت، موضع و نظر عمومی، اکثریت یا اکثریت قریب به اتفاق دانشمندان در یک رشتهٔ خاص مطالعاتی در هر زمان خاص است.
اجماع از راه رابطه‌های علمی در کنفرانس‌ها، فرایند انتشار، تکرار نتایج قابل تکرار توسط دیگران، بحث‌های علمی، و بررسی همتایان به دست می‌آید. کنفرانسی که برای ایجاد یک اجماع انجام می‌شود، کنفرانس اجماع نامیده می‌شود. چنین اقداماتی منجر به موقعیتی می‌شود که در آن افراد درون رشته با داوری‌های همتا اغلب می‌توانند چنین اجماع را در جایی که وجود دارد تشخیص دهند. با این حال، برقراری ارتباط با بیرون مبنی بر اینکه اجماع حاصل شده است می‌تواند دشوار باشد، زیرا بحث‌های «عادی» که از طریق آن علم پیشرفت می‌کند، ممکن است برای بیرونی‌ها به‌عنوان اعتراض به نظر برسد.در مواردی، مؤسسات علمی بیانیه‌های موضعی صادر می‌کنند که قصد دارند خلاصه‌ای از علم را از «درون» به «خارج» جامعه علمی منتقل کنند، یا ممکن است مقالات بررسی اجماع یا نظرسنجی‌ها پیمایش منتشر شوند. در مواردی که در مورد موضوع مورد مطالعه اختلاف نظر کمی وجود دارد، ایجاد اجماع می‌تواند کاملاً ساده باشد.